# 池子华 (1961年)
池子华（1961年8月—），男，安徽涡阳人，苏州大学教授、博士生导师，中国红十字会第十届、第十一届理事会理事。

## 生平
1985年毕业于安徽师范大学历史系。1991年以同等学力考入南京大学攻读博士学位，师从历史学家茅家琦、方之光教授，1994年获历史学博士学位。1995年12月任安徽师范大学历史系副教授，1996年7月任河北大学历史系教授。现任苏州大学社会学院教授、博士生导师，红十字运动研究中心主任，历史研究所所长。

## 学术贡献
主要从事中国近代社会史、红十字运动研究工作，主持国家社科基金、教育部重大项目等多项。著有《中国近代流民》、《红十字与近代中国》、《红十字运动：历史与发展研究》、《农民工与近代社会变迁》等40余部著作，发表学术论文400余篇。